# One Way Trip
One Way Trip (en hangul, 글로리데이; romanización revisada, Geulloridei; literalmente, «Glory Days») es una película surcoreana protagonizada por Ji Soo, Kim Jun-myeon, Ryu Jun-yul, Kim Hee-chan y Kim Dong-wan. La película comenzó a filmarse el 1 de mayo de 2015 por el director Choi Jung-yul.

## Argumento
La película cuenta la historia de cuatro amigos que se reúnen para despedir a uno de ellos que pronto se unirá al ejército y como se ven envueltos en una situación que cambiará sus vidas para siempre.

## Elenco

### principal
- Ji Soo como Yong-bi.
- Kim Jun-myeon como Sang-woo.
- Ryu Jun-yeol como Ji-gong.
- Kim Hee-chan como Doo-man.

### Otros
- Kim Dong-wan.
- Kim Jong-soo como jefe Oh.[3]
- Choi Joon-yung como Detective Choi.
- Lee Joo-sil como abuela de Sang-woo.
- Moon Hee-kyung como la madre de Ji-gong.
- Yoo Ha-bok
- Lee Ji-Yeon como Park Eun-Hye.
- Jung Do-won como Detective Baek.
- Heo Joon-seok como hombre violento.
- Lee Hyeon como doctor.
- Yang Hee-myung como repartidor.
- Ahn Se-ho como oficial de prisión.

## Lanzamiento
La película fue presentada durante el 20th Busan International Film Festival, que se llevó a cabo a partir del 1 de octubre al 10 de octubre de 2015. Se lanzó en DVD el 27 de octubre de 2016.